# Jan Winter Sokrates

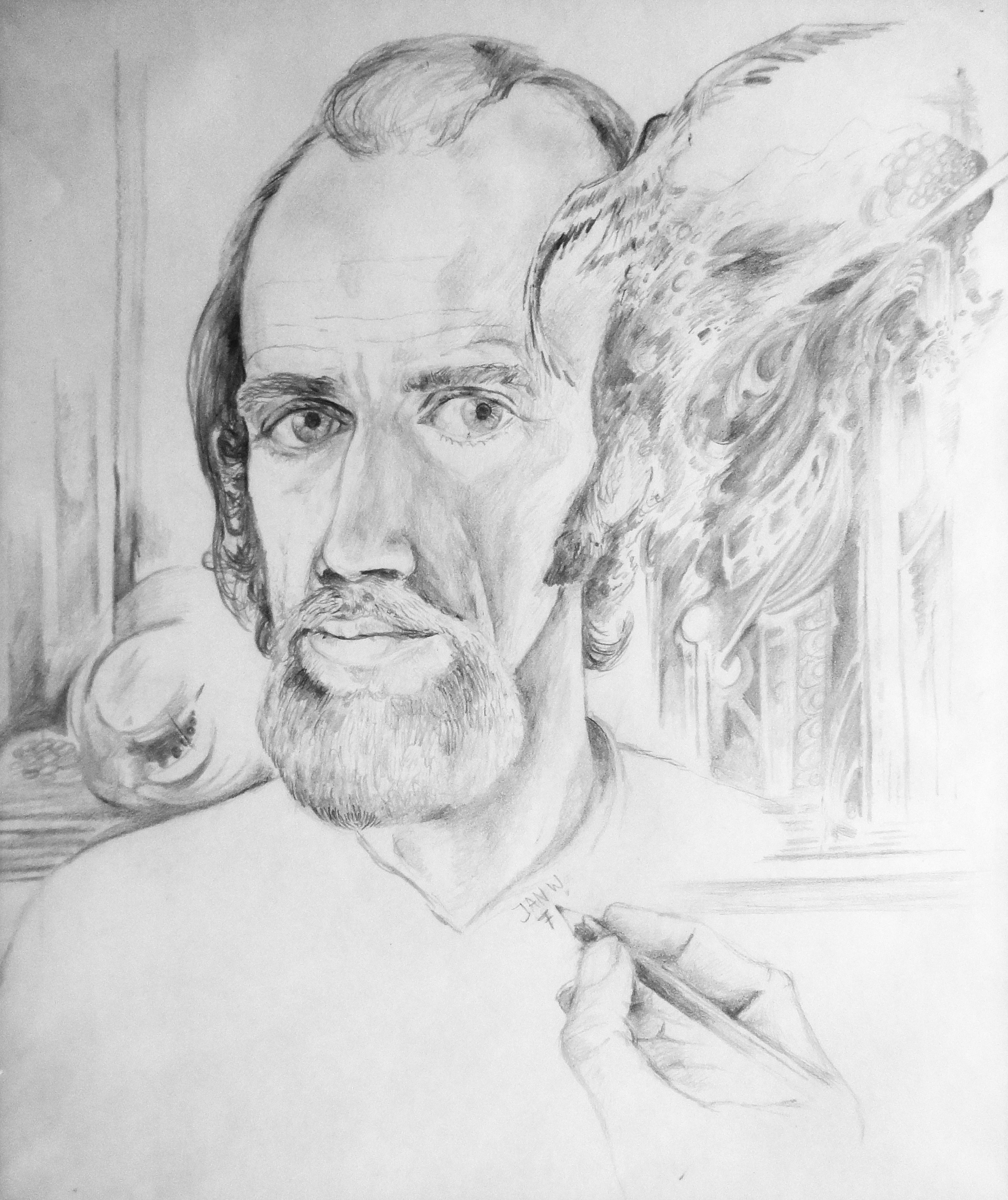
Jan Winter Sokrates, självporträtt.

Jan Erik Herbert Winter, född 1 mars 1936 i Kristianstad, död 31 oktober 1982 i Nybro, var en svensk konstnär. 
I slutet på 1950-talet studerade han på Konstfack. Han har bland annat ställt ut på Ateljer Aosehus, Galleri Sol, Lund, Salongen -69, Konstföreningen i Kristianstad, Galleri S:t Petri, Lund, Galleri Ateneum, Lund, 1973 Lilla Galleriet, Nybro, Stadsbiblioteket, Hörsalen, Nybro, Sydosten, Kalmar konstmuseum. Retrospektiv utställning på Galleri Zimmerdahl 20th Century design 2012. Retrospektiv utställning på Biblioteket i Nybro januari-februari 2013. 
Winter flyttade till Lund på 1960-talet där han blev känd under namnet Sokrates. Bland annat är han omnämnd i romanen Övervintraren av Willy Josefsson som en av stammisarna på Café Athen. Winter flyttade med sin familj 1974 till Nybro och gick glasskolan vid Orrefors. Därefter arbetade han några år som en av Orrefors två handgravörer och graverade bland annat många arbeten i graalteknik formgivna av Eva Englund.
Winter var från 1971 till sin död gift med bibliotekarien Ingelöf Hallqvist (född 1945), dotter till läraren och prästen Sten Hallqvist och författaren Britt G. Hallqvist.